# Actinauge abyssorum
Actinauge abyssorum är en havsanemonart som beskrevs av Oscar Henrik Carlgren 1934. Actinauge abyssorum ingår i släktet Actinauge och familjen Hormathiidae. Inga underarter finns listade i Catalogue of Life.